# ژیلبر بوزون
ژیلبر بوزون (فرانسوی: Gilbert Bozon‎; ۱۹ مارس ۱۹۳۵ – ۲۱ ژوئیهٔ ۲۰۰۷) شناگر اهل فرانسه بود.